# Lithocarpus woodii
Lithocarpus woodii är en bokväxtart som först beskrevs av Henry Fletcher Hance, och fick sitt nu gällande namn av Aimée Antoinette Camus. Lithocarpus woodii ingår i släktet Lithocarpus och familjen bokväxter.
Artens utbredningsområde är Filippinerna. Inga underarter finns listade.